# Karl Christian Johann Holsten

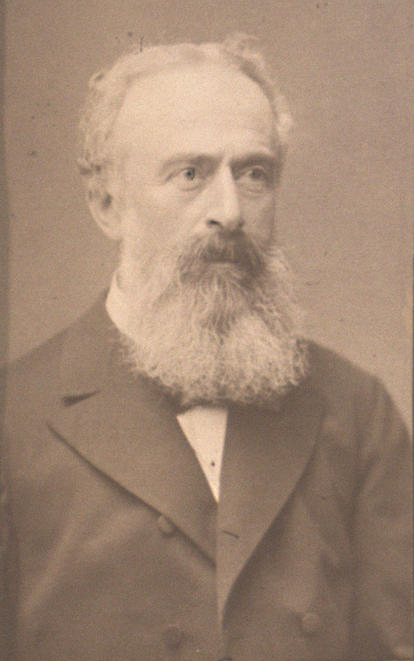
Karl Christian Johann Holsten

Karl Christian Johann Holsten (31 de marzo de 1825 - 26 de enero de 1897) fue un teólogo alemán.
Holsten nació en Güstrow, Mecklemburgo. Recibió educación en Leipzig, Berlín y Rostock, donde trabajó de profesor en un gymnasium. En 1870 entró de profesor de estudios del Nuevo Testamento en Berna. En 1876 se trasladó a Heidelberg, donde permaneció hasta su muerte.
Holsten era seguidor de la Escuela de Tubinga, y sostuvo las opiniones de Baur sobre el antagonismo entre el Petrinismo y el Paulinismo. Algunas de sus obras son:
- Zum Evangelium d. Paulus und d. Petrus (1867)
- Das Evangelium des Paulus dargestelit (1880)
- Die synoptischen Evangelien nach der Form ihres Inhalts (1886)